# Ophiorrhiza glabrifolia
Ophiorrhiza glabrifolia är en måreväxtart som beskrevs av Theodoric Valeton. Ophiorrhiza glabrifolia ingår i släktet Ophiorrhiza och familjen måreväxter. Inga underarter finns listade i Catalogue of Life.